# Chaerephon tomensis
Chaerephon tomensis — вид кажанів родини молосових.

## Середовище проживання
Цей маловідомий вид був записаний в двох місцях низовини в північній частині острова Сан-Томе.